# Energija Plus
Energija Plus d.o.o. je slovensko podjetje za trženje energije in sodobnih energetskih storitev. Sedež družbe je v Mariboru. Organizirana je kot družba z omejeno odgovornostjo v 100-odstotni lasti matične družbe Elektro Maribor d.d.

## Dejavnost
Družba Energija plus deluje na naslednjih trgih:
- električna energija (nakup, prodaja, učinkovita raba energije in druge storitve),
- oskrba z zemeljskim plinom,
- oskrba z daljinsko toploto,
- samooskrba s sončnimi elektrarnami,
- oskrba s produkti e-mobilnosti (javne polnilne postaje, domače hišne polnilne postaje, e-kolesa in e-skiroji, električni avtomobili,...)

Najpomembnejši dejavnosti družbe sta nakup in prodaja energentov (električna energija, toplotna energija, prodaja plina) tako za gospodinjstva kakor tudi velike poslovne sisteme.

## Lastništvo in upravljanje
S 1. decembrom 2011 je v družbi Elektro Maribor prišlo do izčlenitve tržne dejavnosti nakupa in prodaje električne energije v hčerinsko družbo Energija plus, ki je vključena v Skupino Elektro Maribor, ki jo vodi Elektro Maribor d.d. in dve odvisni družbi v njegovi 100-odstotni lasti, Energija plus in OVEN Elektro Maribor d.o.o..
Družba Energija Plus ima enotirni sistem upravljanja. Funkcijo nadzora opravlja predsednik uprave ustanoviteljice, ki prav tako predstavlja Skupščino družbe. Družbo vodi, zastopa in predstavlja direktor.

## Poslovanje
Konec leta 2014 je bilo v družbi Energija plus 66 zaposlenih.
V letu 2014 je družba Energija plus prodala 1.941.239 MWh električne energije, kar je 17,1 % več kot v letu 2013. Tržni delež Energije plus je glede na letno prodano električno energijo končnim kupcem gospodinjskega in ostalega odjema na maloprodajnem trgu v Sloveniji v letu 2014 znašal 11,8 %, oziroma 1,6 odstotne točke več kot v letu 2013.
Prihodki družbe so v letu 2014 znašali 102.553.324 EUR, dodana vrednost 5.621.328 EUR in EBITDA 3.514.973 EUR. Čisti poslovni izid družbe je v letu 2014 znašal 1.652.618 EUR. Družba je realizirala 1.650.008 EUR investicijskih vlaganj.